# Trachydactylus
Genre
Trachydactylus est un genre de gecko de la famille des Gekkonidae.

## Répartition
Les deux espèces de ce genre se rencontrent en Arabie.

## Liste des espèces
Selon The Reptile Database (30 décembre 2015) :
- Trachydactylus hajarensis (Arnold, 1980)
- Trachydactylus spatalurus (Anderson, 1901)

## Publication originale
- Haas & Battersby, 1959 : Amphibians and reptiles from Arabia. Copeia, vol. 1959, p. 196-202.